# Luz Acosta
Pour les articles homonymes, voir Acosta.
Luz Mercedes Acosta Tollefson, née le 22 décembre 1980 à Guaymas (Mexique), est une ancienne haltérophile mexicaine. Elle est médaillée de bronze aux Jeux de 2012.

## Carrière
Lors des Jeux olympiques d'été de 2008, elle termine 7e des poids moyens.
Aux Jeux de 2012, Luz Acosta finit initialement 6e mais après la disqualification pour dopage de trois athlètes en 2016 — la Kazakhe Maiya Maneza, médaillée d'or ; la Russe Svetlana Tsarukayeva, médaillée d'argent et la Turque Sibel Şimşek, arrivée 4e —, elle reçoit la médaille de bronze.
En juillet 2022, elle remporte son procès contre la Commission nationale de la culture physique et des sports (CONADE) car elle n'a pas reçu la prime de 125 000 pesos espérée lors de sa médaille de bronze olympique.

## Palmarès

### Jeux olympiques
- Jeux olympiques d'été de 2012 à Londres ( Royaume-Uni) :
  -  médaille de bronze en poids moyens

### Jeux panaméricains
- Jeux panaméricains de 2011 à Guadalajara ( Mexique) :
  -  médaille de bronze en poids moyens
- Jeux panaméricains de 2003 à Saint-Domingue ( République dominicaine) :
  -  médaille de bronze en poids moyens

### Jeux d'Amérique centrale et des Caraïbes
- Jeux d'Amérique centrale et des Caraïbes de 2010 à Mayagüez ( Porto Rico) :
  -  médaille de bronze en poids moyens
- Jeux d'Amérique centrale et des Caraïbes de 2006 à Carthagène des Indes ( Colombie) 
  -  médaille d'or en poids moyens
- Jeux d'Amérique centrale et des Caraïbes de 2002 à San Salvador ( Salvador) :
  -  médaille d'argent en poids moyens